# Catedral de San Raimundo (San Luis)
La catedral de San Raimundo también llamada Catedral Maronita de San Raimundo o Concatedral de San Raimundo (en inglés: St. Raymond Cathedral  o St. Raymond Maronite Cathedral ) es una catedral católica de rito maronita ubicada en S. Luis, Misuri, Estados Unidos. Es la sede de la Eparquía de Nuestra Señora del Líbano de Los Ángeles junto con la catedral de Nuestra Señora del Monte Líbano y San Pedro en Los Ángeles.
Los inmigrantes libaneses y sirios comenzaron a establecerse a lo largo del río Misisipi en St. Louis a finales del siglo XIX. En 1898 comenzaron la parroquia de San Antonio con un monje Antonino, el Padre George Emmanuel, como su primer sacerdote. Un grupo de inmigrantes de Hadchit, Líbano, aseguró la propiedad en el 923-25 de la calle LaSalle y la iglesia de St. Raymond fue fundada. El Padre Joseph Karam vino de Hadchit al año siguiente para ser el primer pastor de la parroquia. Un pasillo de la parroquia fue construido en 1951. La iglesia actual fue terminada en 1975.
El padre Robert Shaheen, que había estado en St. Raymond desde 1967, fue nombrado obispo de la Eparquía de Nuestra Señora del Líbano en el año 2000. Al año siguiente St. Raymond fue nombrada co-catedral por el Papa Juan Pablo II. Un centro pastoral fue terminado en 2002 para servir como la sede de la Eparquía. El santuario de Nuestra Señora de San Luis fue dedicado en 2007, y el Instituto de Patrimonio Maronita fue inaugurado en 2011.
El 27 de febrero de 2014, el Rev. Wissam Akiki fue ordenado sacerdote en la Catedral de San Raymond por el Obispo Elias Zaidan. El papa Francisco dio su aprobación para la ordenación, que hizo a Akiki el primer sacerdote maronita casado en ser ordenado en los Estados Unidos en casi un siglo.